# Ignaz Horst Breitkreuz

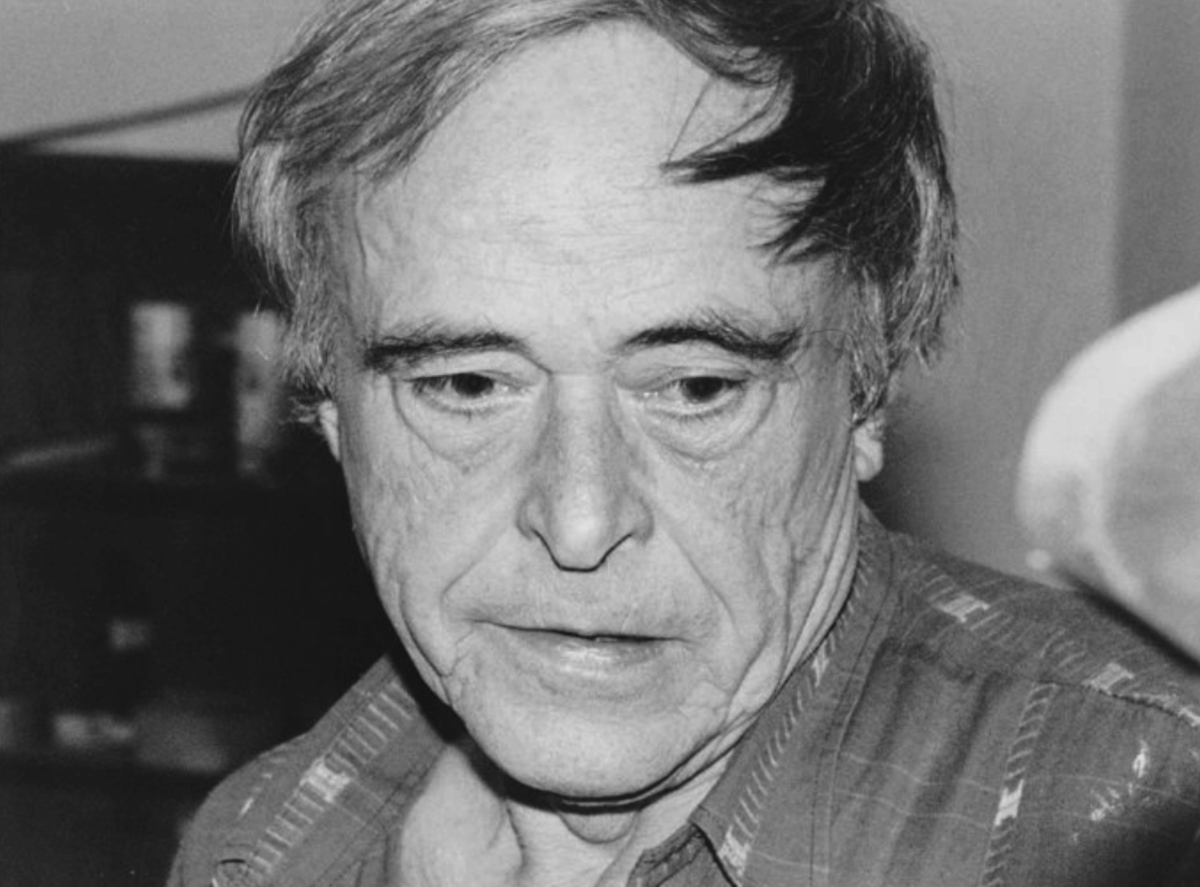
Ignaz Horst Breitkreuz (1990)

Ignaz Horst Breitkreuz (* 9. September 1925 als Horst Friedrich Richard Breitkreuz in Müncheberg, Brandenburg; † 14. Mai 1991 in Berlin) war ein deutscher Maler, Zeichner, Buchillustrator und Grafiker. Den Vornamen „Ignaz“ hat er um 1960 als Künstlernamen angenommen.

## Leben

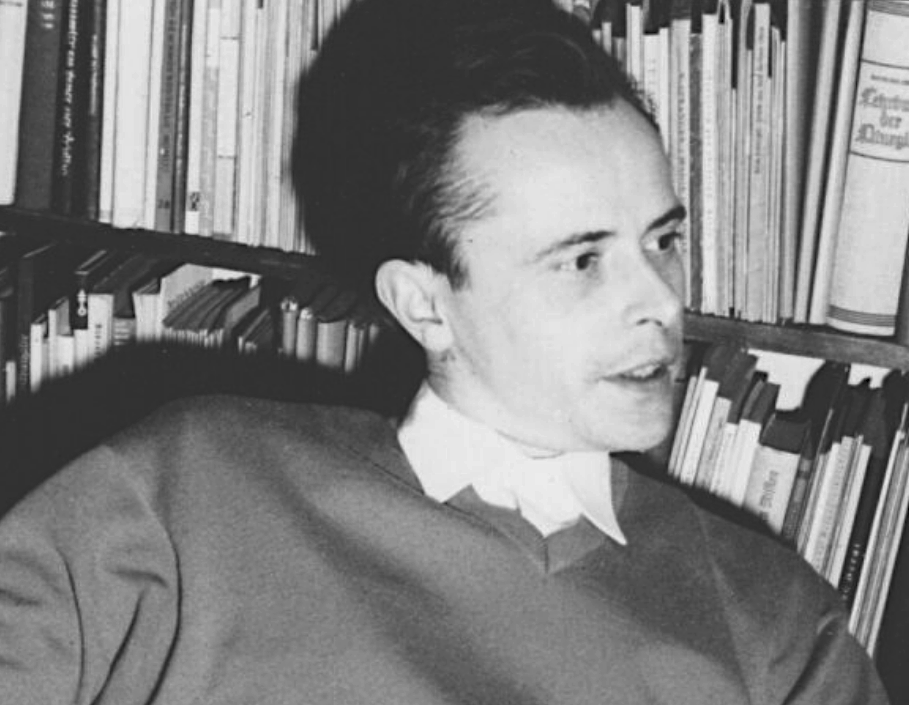
Ignaz Horst Breitkreuz (ca. 1955)

„Ganesha“, Aquatinta-Farbradierung (1969)

Ignaz Horst Breitkreuz war der Sohn von Marie Therese Gertrud (geb. Friedrich) und Joachim Friedrich Karl Breitkreuz, seine Schwester Rosemarie wurde 1928 geboren. Nach dem frühen Tod des Vaters im November 1929 zog die Familie nach Bad Freienwalde. Horst Breitkreuz zeigte schon früh zeichnerische Begabung, wie Porträts (Bleistift, Kreide) aus den Jahren 1935, 1942 und 1944 belegen. Auch sind Landschaftszeichnungen und Aquarelle aus dem Jahr 1942 bzw. aus dem Jahr 1945 erhalten. Nach dem Besuch der Grundschule und des Realgymnasiums in Bad Freienwalde, war er von 1938 bis 1941 an einer Nationalpolitischen Erziehungsanstalt in Stuhm, Ostpommern. Von dort wurde er 1941 auf eigenen Wunsch entlassen und besuchte dann die Staatliche Oberschule für Jungen in Aufbauform in Cammin (Pommern), bis er zum Reichsarbeitsdienst (Juli bis Oktober 1943) einberufen wurde. Als Soldat (Oktober 1943 bis Mai 1945) wurde er unter anderem in Lettland und Schwerin eingesetzt und befand sich in Folge von Verwundungen im Lazarett. Von 1945 bis 1946 war Breitkreuz als Lehrer an der Volksschule in Hohenwutzen, Bad Freienwalde, Brandenburg, beschäftigt.
Breitkreuz studierte von 1947 bis 1948 an der Hochschule für angewandte Kunst Berlin-Weißensee sowie von 1. April 1948 bis 30. September 1952 an der Hochschule für bildende Künste Berlin in der Klasse für Grafik von Prof. Friedrich Stabenau. In der Zeit zwischen 1952 und 1962 hatte er mehrere Lehraufträge als Dozent an der Berliner Meisterschule für Graphik und Buchgewerbe, ab 12. April 1962 war er dort Fachstudienrat als Beamter auf Lebenszeit. Von 1971 bis 1989 wirkte er als Professor für Zeichnen an der Hochschule der Künste Berlin.

## Werk

### Freie Arbeiten
In den Jahren 1947–1949 entstanden Zeichnungen (Stadtansichten und figurative Themen, u. a. Motive aus dem Friedrichstadtpalast (Tusche), Paris-Aufenthalt 1949). Ab 1953 schuf er schwarzweiße und farbige Gouachen und Lithographien: Abstrakte Bilder, aber auch Stadtansichten und Landschaften (z. B. Cinque Terre 1954). Mehrere Lithografien sind in höheren Auflagen (z. B. 85) gedruckt. 1962 begann eine intensive Arbeitsphase mit Radierungen bis 1980: Die Drucke sind überwiegend farbig auf einer Zinkplatte, in Aquatinta Technik erstellt. Neben figurativen Darstellungen, oft weibliche Personen, aber auch Fabelwesen und Tiermotive (Elefanten, Fische, Vögel), entstanden auch abstrakte Grafiken. Vereinzelt arbeitete Breitkreuz politische Tagesthemen ein. Die Radierungen sind überwiegend großformatig. Er betrieb in seinem Wohnhaus in der Berliner Länderallee 27 eine eigene Druckerwerkstatt. In einer letzten sehr produktiven Schaffungsphase von 1983 bis 1990 malte Breitkreuz hauptsächlich großformatige Acryl-, Pastell-Kreide- und Aquarell-Blätter. Sie sind sehr dynamisch-farbig gestaltet mit abstrakt-figurativen bis komplett abstrakten Themen.
Neben den aufgeführten mal- und drucktechnischen Hauptphasen fertigte Breitkreuz zu allen Zeiten (Selbst-)Porträts, meist mit Pastellkreiden, und Aktzeichnungen an. Zahlreiche Skizzenblöcke und lose Blätter zeigen ein- und mehrfarbige Arbeiten (Aquarell, Stifte), oft mit Landschaftsmotiven (z. B. Toskana, Griechenland).

### Auftragsarbeiten
Breitkreuz schuf in den 1940er bis 1960er Jahren zahlreiche Buch- und Zeitschriftillustrationen. Zwischen 1961 und 1968 gestaltete er ca. 30 Schallplatten-Cover-Entwürfe (LPs, Singles; z. B. mit La Bohème von Giacomo Puccini im Jahr 1961 oder dem Streichquintett C-Dur von Franz Schubert mit dem Amadeus-Quartett und William Pleeth) für die Deutsche Grammophon und Heliodor.

## Nachlass
Der Nachlass befindet sich in den Händen der Familie.

## Einzelausstellungen
- 1977: Galerie 77, Berlin
- 1978: Galerie Poltrock, Düsseldorf
- 1985: Galerie List, Hannover[20]
- 1986: Galerie Bremer, Berlin
- 1986: Galerie PolArt, Oldenburg
- 1988: Galerie Bremer, Berlin
- 1990: Galerie Bremer, Berlin
- 1995: Galerie Bremer, Berlin

## Ausstellungsbeteiligungen und Ankäufe (Auswahl)
- 1954: Diplome d’honneur für Buchillustration zu Gedichten von Francois Villon, X. Triennale di Milano, Mailand[21]
- 1955: Kestner Gesellschaft, Hannover
- 1960: Haus am Waldsee, Berlin

Die Graphothek Berlin besitzt sechs Arbeiten von Breitkreuz, der Neue Berliner Kunstverein zwei Werke.